# Лива (озеро)
Лива — озеро в Бояриновской волости Себежского района Псковской области России. По северному берегу проходит граница с Красной волостью. На берегу озера расположены деревни Костелище, Жанвиль и Машихино.
Лива относится к сточным озёрам. Относится к бассейну реки Ливица, притоку Идрицы, которая в свою очередь относится к бассейну реки Великой. Площадь озера — 5,3 км² (530 га). Максимальная глубина — 3,2 м, средняя глубина — 2 м.
Для озера характерны: в прибрежье — леса, луга, огороды, болото, в литорали — песок, камни, галька, заиленный песок, плотный ил, в центре — ил; бывают локальные заморы. Тип озера лещово-плотвичный. Массовые виды рыб: щука, лещ, плотва, окунь, густера, ёрш, краснопёрка, карась, линь, язь, верховка, вьюн, пескарь, щиповка; раки исчезли в начале 1970-х годов.